# Andriej Zienkow
Andriej Anatoljewicz Zienkow (ros. Андрей Анатольевич Зенков; ur. 10 listopada 1961 we wsi Jona) – rosyjski biathlonista reprezentujący ZSRR, mistrz świata seniorów i brązowy medalista mistrzostw świata juniorów. Pierwszy sukces osiągnął w 1981 roku, zdobywając brązowy medal w sztafecie na MŚJ w Lahti. W 1985 roku wspólnie z Jurijem Kaszkarowem, Algimantasem Šalną i Siergiejem Bułyginem zdobył złoty medal w sztafecie podczas mistrzostw świata w Ruhpolding. Na tej samej imprezie był też trzynasty w biegu indywidualnym, a w sprincie zajął 22. miejsce. W Pucharze Świata zadebiutował w sezonie 1983/1984. W zawodach tego cyklu trzy razy stawał na podium: 10 stycznia 1985 roku w Mińsku zwyciężył w biegu indywidualnym, 17 stycznia 1985 roku w Oberhofie był trzeci w tej konkurencji (za Peterem Angererem z RFN i Frankiem-Peterem Roetschem z NRD), a 22 stycznia 1987 roku w Ruhpolding ponownie był w niej najlepszy. W klasyfikacji generalnej sezonu 1984/1985 zajął ostatecznie piątą pozycję. Nigdy nie wystartował na igrzyskach olimpijskich.

## Osiągnięcia

### Mistrzostwa świata
| Rok  | Miejscowość | Konkurencje | Konkurencje | Konkurencje | Konkurencje | Konkurencje | Konkurencje | Konkurencje |
| Rok  | Miejscowość | IN          | SP          | PU          | MS          | RL          | MR          | SR          |
| ---- | ----------- | ----------- | ----------- | ----------- | ----------- | ----------- | ----------- | ----------- |
| 1985 | Ruhpolding  | 13.         | 22.         | nd.         | nd.         | 1.          | nd.         | –           |

### Puchar Świata

#### Miejsca w klasyfikacji generalnej
| Sezon     | Miejsce |
| --------- | ------- |
| 1983/1984 | ?       |
| 1984/1985 | 5.      |
| 1986/1987 | 23.     |

#### Miejsca na podium chronologicznie
| Lp. | Dzień       | Rok  | Miejscowość | Konkurencja                | Lokata | Pudła   | Czas biegu | Strata  | Zwycięzca     |
| --- | ----------- | ---- | ----------- | -------------------------- | ------ | ------- | ---------- | ------- | ------------- |
| 1.  | 10 stycznia | 1985 | Mińsk       | Bieg indywidualny na 20 km | 1.     | 0+0+0+0 | 1:05:04,0  | –       | –             |
| 2.  | 17 stycznia | 1985 | Oberhof     | Bieg indywidualny na 20 km | 3.     | 0+0+1+1 | 1:07:30,3  | +1:51,9 | Peter Angerer |
| 3.  | 22 stycznia | 1987 | Ruhpolding  | Bieg indywidualny na 20 km | 1.     | 0+0+0+0 | 57:37,0    | –       | –             |